# Marc Millecamps
Marc Millecamps (9 d'octubre de 1950) és un exfutbolista belga. El seu germà fou el també futbolista Luc Millecamps.

## Selecció de Bèlgica
Va formar part de l'equip belga a la Copa del Món de 1982.